# Josia ariaca
Josia ariaca är en fjärilsart som beskrevs av Druce 1885. Josia ariaca ingår i släktet Josia och familjen tandspinnare. Inga underarter finns listade i Catalogue of Life.